# 青丘七
青丘七（長蛇座ο），又名CD-34 7610，HD 101431、SAO 202695、HR 4494，是長蛇座的一颗恒星，视星等为4.7，位于銀經286.72，銀緯25.87，其B1900.0坐标为赤經11h 35m 14.7s，赤緯-34° 25.87′ 25″。

## 中國史書
- 《晉書·天文志》：「青丘七星，在軫東南，蠻夷之國號。星明，則夷兵盛；動搖，夷兵為亂；守常，則吉。」意指「青丘」是反映中國外境外族的星宿，如果星群明朗，外族軍隊就會興盛；相反，如果星群動搖不定，就代表外族軍隊會有內亂。